# Парк культури та відпочинку ім. Ф. Михайлова
Парк культу́ри та відпочи́нку ім. Ф. Михайлова (інша назва — Славутський парк) — парк-пам'ятка садово-паркового мистецтва місцевого значення в Україні, парк культури та відпочинку. Розташований у місті Славута Шепетівського району Хмельницької області, по вулиці Миру, 1.

## Загальні дані
Площа парку 6,5 га. Стасут надано згідно з розпорядженням виконкому обласної ради депутатів трудящих від 30.01.1969 року № 72-р. Перебуває у віданні Славутського міськкомунгоспу. Заповідний об'єкт входить до складу природно-заповідного фонду України, який охороняється як національне надбання і є складовою частиною світової системи природних територій та об'єктів, що перебувають під охороною.

## Опис
Статус надано з метою збереження старовинного парку, закладеного в кінці XIX століття. Нині (2000 рр.) парк є складовою Славутського міського центру культури та дозвілля. Парк «Славутський» використовується для задоволення естетичних, виховних, наукових, природо-охоронних та оздоровчих цілей.
Основними деревними породами парку є: сосна, липа, каштан, клен, ясен, гледичія колюча, бук, сосна чорна. В парку розміщені заклади культури й об'єкти дозвілля: дитячий майданчик, стадіон, танцювальний майданчик. Також на території парку розташований костел Святої Дороти.

## Джерело-посилання
- Культура на Офіційний сайт міста Славути